# Kalmouk (cheval)
Vous lisez un « bon article » labellisé en 2017.
Pour les articles homonymes, voir Kalmouk (homonymie).
Le Kalmouk (en russe : Калмыцкая лошадь, Kalmytskaïa lochad’) est une race de chevaux de selle et de traction légère élevée en Kalmoukie, une république de Russie. Établis au XVIIe siècle, les ancêtres de ces chevaux présentent le type mongol. Ils sont influencés par des animaux voisins capturés par les Kalmouks lors de raids, puis croisés avec le cheval du Don. Les Kalmouks remontent la cavalerie russe jusqu'au début du XXe siècle, et déclinent en nombre après la Seconde Guerre mondiale.
Tardif, le cheval kalmouk est réputé pour son endurance et sa sobriété, lui permettant de parcourir une centaine de kilomètres sans se nourrir, et de survivre à l'extérieur malgré une forte amplitude thermique. Il a longtemps représenté une ressource vitale pour les populations nomades, en fournissant de la viande, du lait, du cuir et des tendons. Traditionnellement élevé en tabounes, le Kalmouk reste essentiellement présent dans les régions d'Astrakhan et de Volgograd.

## Dénomination
En russe, la race est nommée Kalmutskaya, ou Kalmykskaya,, mais elle est également connue sous le nom d'« Astrakhan »,.

## Histoire

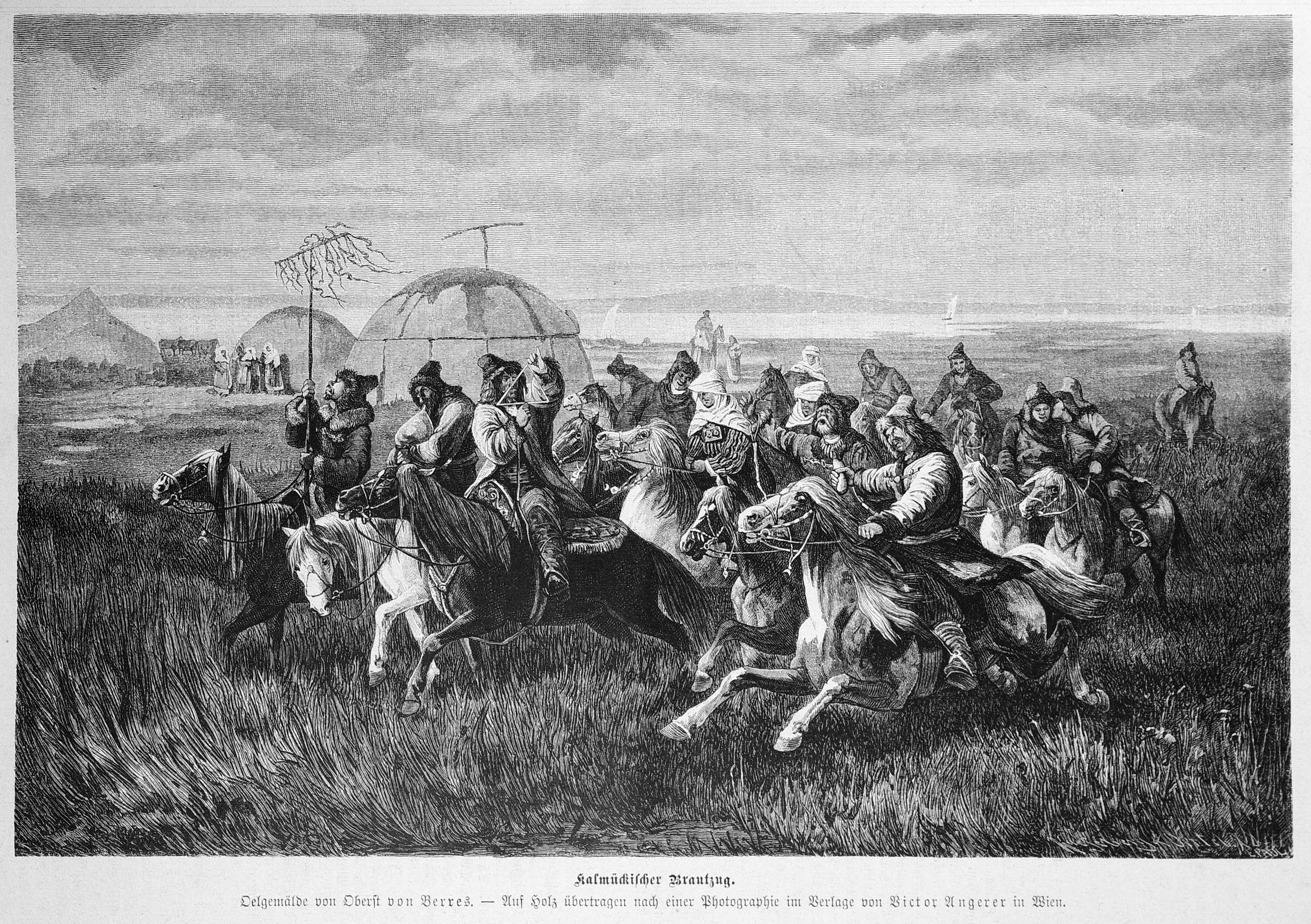
Cavaliers de Kalmoukie en 1880

Ce cheval semble être arrivé dans l'actuelle Kalmoukie avec les migrations des nomades kalmouks depuis la Dzoungarie, au XVIIe siècle. La race est probablement d'origine mongole. Les nomades kalmouks adoptent des pratiques d'élevage sédentaire au contact des Russes, construisent des abris pour les chevaux l'hiver, leur fournissent du foin et sélectionnent des étalons, ce qui se traduit par une amélioration du cheptel, distinguant peu à peu la race kalmouke de son ancêtre, l'Altaï. Les nomades kalmouks deviennent les principaux fournisseurs de chevaux aux Russes durant la seconde moitié du XVIIe siècle, au détriment des Nogaïs. En août 1688, 6 400 chevaux sont amenés par des Kalmouks jusqu'à Moscou pour y être vendus. Les Kalmouks sont ainsi les principaux fournisseurs de la cavalerie russe jusque dans les années 1740. Plusieurs hivers particulièrement rudes et des tensions avec les Russes, qui demandent une participation croissante des Kalmouks à leurs campagnes militaires, diminuent leur poids économique en tant que fournisseur de chevaux au profit des Kazakhs.
Les nomades kalmouks effectuent des raids réguliers pour s'emparer de chevaux, en particulier de ceux des Cosaques russes. En octobre 1721, un raid est mené contre un campement cosaque situé sur le Don, durant lequel 30 chevaux cosaques sont capturés par 26 nomades kalmouks, et un taboun est volé aux Cosaques du Don. Ces chevaux sont ensuite revendus, générant un profit de 5 à 15 roubles par tête. Le but de tels raids est de générer du profit, car le vol de chevaux rapporte davantage aux Kalmouks qu'ils ne peuvent en attendre en s'engageant dans la cavalerie russe pour une saison militaire. Les nomades kalmouks sont devenus experts dans ces vols. Les Cosaques russes ne sont pas les seuls visés : les Kazakhs, les Bachkirs et les Nogaïs en sont également victimes, et peuvent perdre plusieurs centaines de chevaux dans un raid.

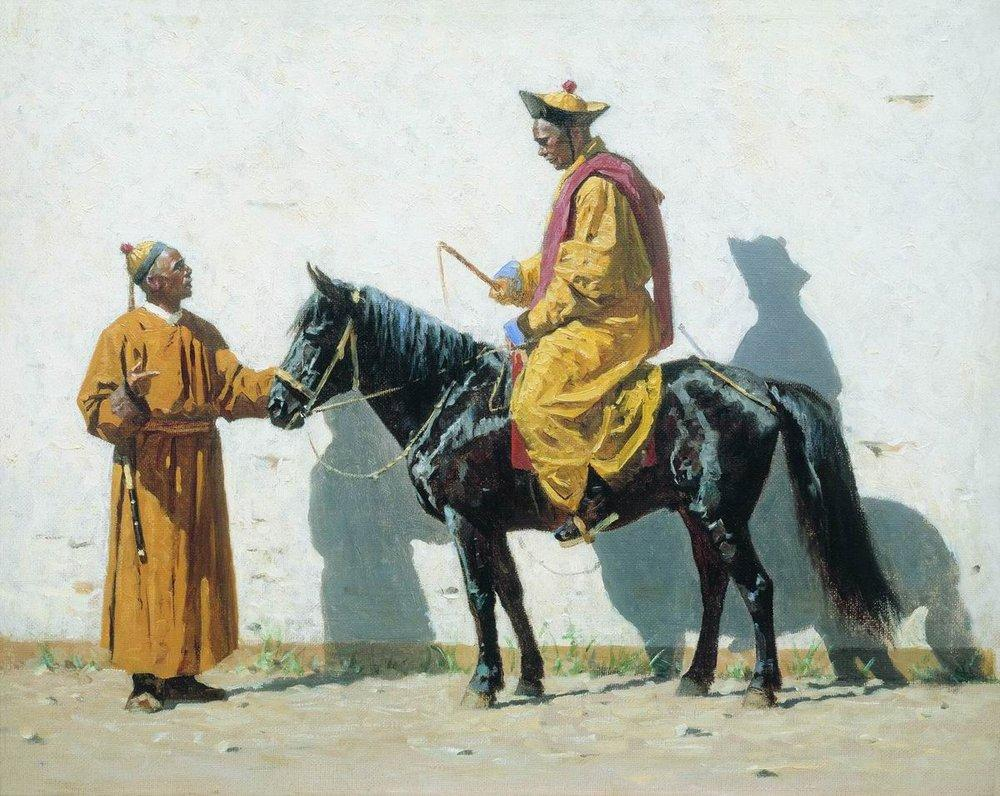
Lama Kalmouk peint par Vassili Verechtchaguine en 1869-1870.

L'existence de cette race de chevaux est signalée par Peter Simon Pallas durant la seconde moitié du XVIIIe siècle. En 1803, un recensement donne le chiffre de 238 330 chevaux présents en Kalmoukie, représentant 19 % des animaux d'élevage. À la fin du XIXe siècle, la Kalmoukie héberge un cheptel estimé à plus de 500 000 chevaux. Un accroissement notable du cheptel se produit jusqu'au début du XXe siècle, en raison de la très forte demande de la cavalerie russe. De nombreux éleveurs kalmouks tentent de vendre leur cheptel équin pour la cavalerie de l'armée du Tsar. Cet élevage est alors le fait d'un faible nombre de propriétaires particulièrement aisés, détenant 76 % du cheptel total dans six centres d'élevage. Le prince D. Tundutov fournit à lui seul 600 à 700 chevaux pour les régiments de dragons russes chaque année. À la fin du XIXe siècle, un seul nomade kalmouk particulièrement aisé peut posséder à lui seul 3 000 chevaux. Ces fournisseurs croisent leur cheptel avec l'Arabe et le cheval du Don, dans le but de vendre à prix plus élevé. Les annales militaires russes soulignent les qualités des chevaux Kalmouks en 1891, 1901 et 1912.
La race Kalmouk est étudiée en 1923 par le Pr M. I. Pridorogine, qui la désigne comme un dérivé du cheval mongol. Dans les années 1930, de fréquents croisements interviennent avec le cheval du Don. La race devient très hétérogène, avec une fourchette de taille allant de 1,40 m à 1,60 m. Le Kalmouk est par ailleurs influencé par des croisements avec des chevaux Bachkirs, Kazakhs, Kabardins, Anglo-arabes et Orel. La Seconde Guerre mondiale est un désastre : accusée de sympathie avec les Nazis, un tiers de la population kalmouke est déportée en Sibérie. Leurs animaux restent sur place et meurent en masse, à tel point que cette race de chevaux est considérée comme virtuellement éteinte. La population kalmouke déportée n'est autorisée à retrouver ses terres et ses animaux qu'en 1957. Les éleveurs tentent désormais de préserver l'ancien type de leur race de chevaux. Nurbulat Masanov (1954-2006) fournit une longue description des caractéristiques de ces chevaux kalmouks.

## Description

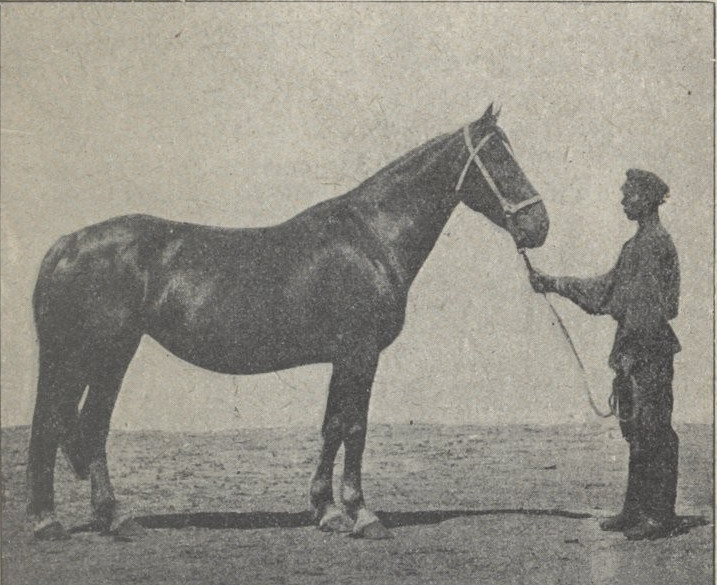
Jument kalmouke au modèle dans Zootechnie. Races chevalines 5e édition par Paul Diffloth, 1923.

C'est un cheval de selle qui présente le type du cheval des steppes, assez proche du Kirghiz.
Le Cheval Kalmouk est historiquement de petite taille, car il ne se nourrit que sur l'herbe qu'il pâture. La taille va ordinairement de 1,47 m à 1,52 m, mais la fourchette de taille est plus large puisqu'elle démarre à 1,44 m et peut atteindre 1,56 m.
Éphrem Houël le décrit comme la « caricature » du cheval persan. Rapide, souple et liant comme lui, il en a le port superbe et altier. La tête est grosse et charnue, lourde et disgracieuse, avec une mâchoire inférieure développée, et des yeux vifs,. L'encolure est souvent renversée (encolure de cerf), sa côte mal fait ses hanches saillantes.le dos est droit et la croupe légèrement avalée, avec une queue bien attachée/bien portée,. Son jarret est haut et tranchant.Les membres sont particulièrement robustes, avec une excellente musculature et des tendons très nets, forts et bien attachés. Les pieds sont durs et solides.
La maturité est lente, ces chevaux n'étant pas adultes avant l'âge de six ans,. La maturité sexuelle survient habituellement vers 5 ou 6 ans, la croissance n'étant terminée qu'à 6 ou 7 ans. Le taux de reproduction de la race est assez mauvais, car moins de 30 % des juments saillies donnent un poulain viable, notamment en raison d'une forte proportion de fausses couches, et de difficultés à trouver de la nourriture et de l'eau.
Il existe des chevaux ambleurs parmi la race,,.

### Robes
La robe est généralement baie sous toutes ses nuances, ou alezane. Certaines sources indiquent que l'alezan ou la « robe claire » sont plus fréquents, d'autres qu'il s'agit du bai.

### Tempérament et entretien
Ces chevaux sont connus pour leur sobriété, leur mobilité et leur endurance, étant réputés capables de parcourir une centaine de kilomètres sans se nourrir,,.
D'après Houel, les Kalmouks sont sobres, robustes et durs à la fatigue, comme tous les chevaux d'une race ancienne, nés dans un pays favorable et élevés énergiquement.
La race est résistante au froid de sa région. Masanov lui souligne plusieurs autres qualités telles que l'instinct de harde, la capacité à trouver sa nourriture sous la neige, et une thermorégulation lui permettant de passer la nuit dehors sans avoir besoin d'abri.
Le cheval Kalmouk est traditionnellement élevé en taboun (localement nommés des adun) comptant plusieurs petits groupes d'une douzaine à une quinzaine de juments, un étalon et leurs poulains, pour un total de 30 à 50 chevaux. Ces petits groupes donnent de 100 à 200 chevaux par adun. Pour identifier le propriétaire de chaque cheval, chaque taboun dispose d'un marquage au fer qui lui est propre, apposé sur la cuisse ou, plus rarement, sur l'encolure des animaux.

## Utilisations
Les nomades de Kalmoukie dépendent de leurs chevaux pour de très nombreuses tâches et fournitures de la vie quotidienne. En fonction des besoins, ces animaux sont montés, bâtés, servent à la traction légère, et fournissent du lait, de la graisse, du crin et de la viande, avec une forte productivité,. La viande de poulain est particulièrement réputée, car elle serait « tendre et délicieuse ». Le cheval fournit aussi la matière première nécessaire à la confection de cordes, ainsi que du cuir employé dans la confection de ceintures, de harnais et de divers vêtements. Ses tendons fournissent du fil. Ces cordes et ce fil servent par exemple à lier les pièces des habitations nomades entre elles avant un déplacement.
La société kalmouke étant patriarcale, traditionnellement, les chevaux sont surtout montés par les hommes, les femmes ayant des restrictions. Elles ne peuvent pas seller leur cheval ou monter et descendre de selle seules, ces taches étant dévolues à un homme. La réalisation d'objets à partir des crins et tendons du cheval est en revanche réservée aux femmes, les femmes expertes dans la confection de lassos à partir de crin étant très estimées. La possession de chevaux revêtait jadis une importance capitale, les Kalmouks les plus pauvres cherchant en priorité à se procurer une jument dont ils tirent le lait et la viande de poulain. L'élevage équin a longtemps représenté la branche majeure de l'économie kalmouke. Ces animaux ont été souvent mis à profit pour la guerre, permettant aux nomades de manœuvrer rapidement. Par ailleurs, les nomades Kalmouks ont longtemps fourni la cavalerie russe. Leurs chevaux ne sont généralement pas assez puissants pour de la traction lourde ; de plus, leur caractère assez sauvage ne s'y prête guère.

## Diffusion de l'élevage

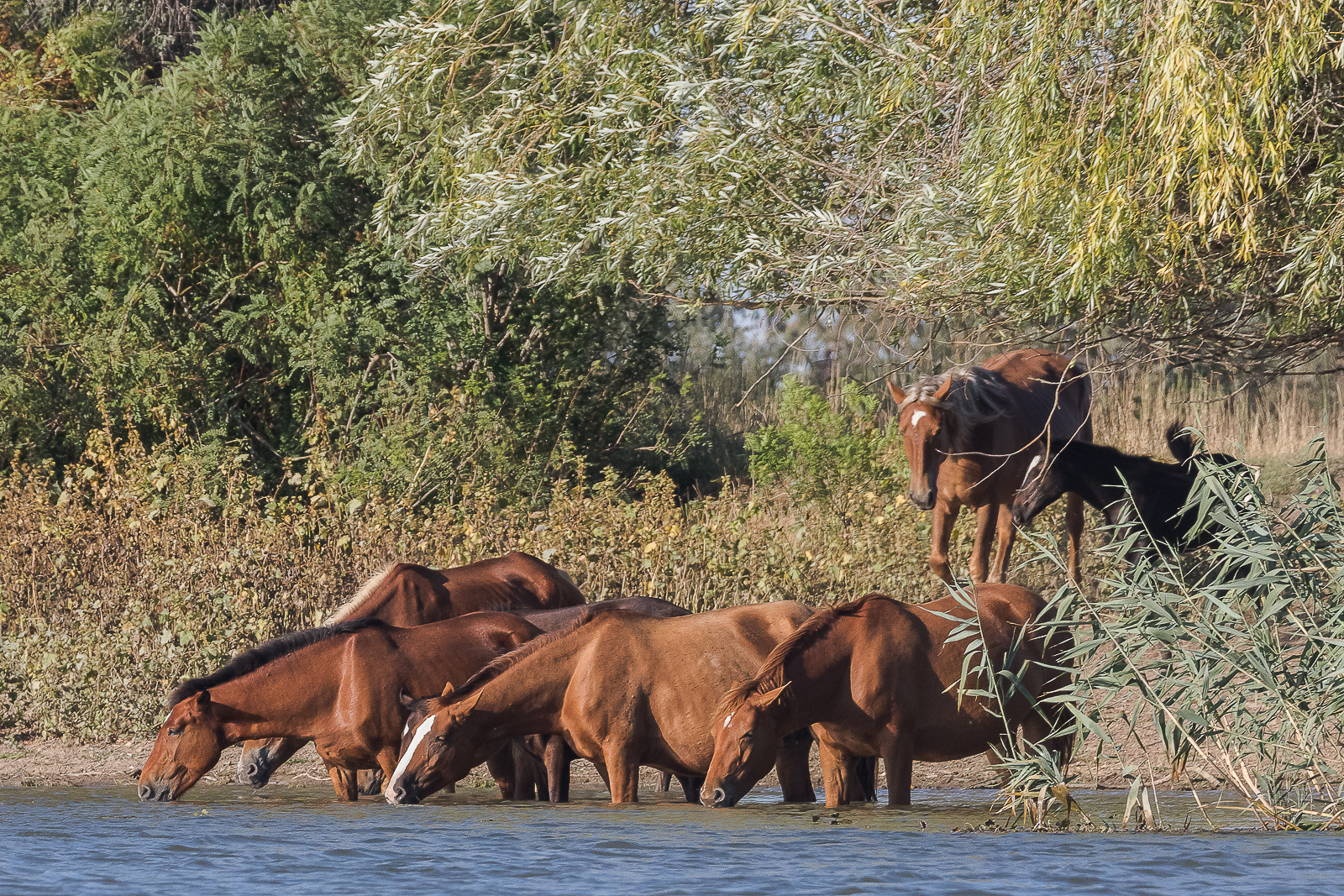
Groupe de chevaux dans la réserve naturelle d'Astrakhan (la race n'est pas connue).

Le Kalmouk, propre aux régions d'Astrakhan et de Volgograd, est assez rare. L'élevage équin est rendu difficile par plusieurs facteurs, en particulier l'espace de pâturage nécessaire à un taboun, la nécessité de changer régulièrement les chevaux de lieu, et le long cycle reproductif de la race. Par le passé, le Kalmouk s'est fait connaître dans de nombreuses régions du monde, y compris sur le marché aux chevaux de Paris, où étaient vendus des chevaux de course très estimés. La race est par ailleurs décrite et étudiée dans une encyclopédie française des races de chevaux, parue en 1894. Cette diffusion internationale s'est interrompue au début du XXe siècle.
Le recensement de 1990 permet de dénombrer 2 048 sujets appartenant à la race kalmouke. Un autre, effectué en 2003, donne un effectif de 3 770 chevaux. L'étude menée par l'université d'Uppsala en 2007 considère le Kalmouk comme une race de chevaux locale qui n'est pas menacée d'extinction.

## Dans la culture

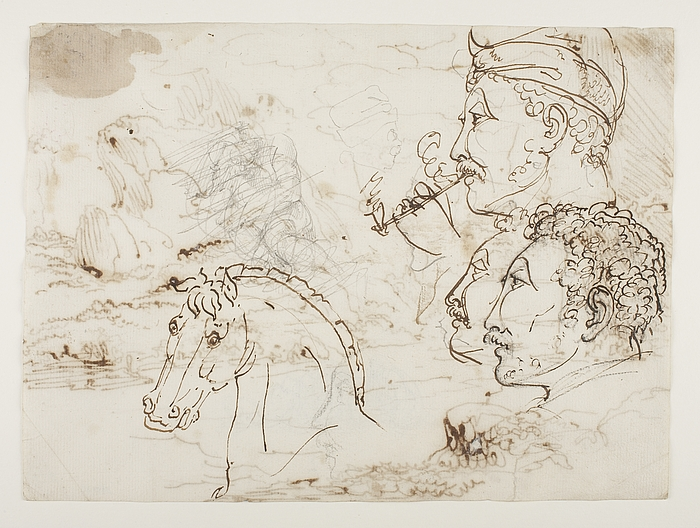
Portrait du peintre-sculpteur Kalmouk Feodor Iwanowitsch Kalmyk (1763-1832).

Plusieurs faits et proverbes soulignent l'importance du cheval chez les Kalmouks. L'un d'eux dit : « L'idiot fait les louanges de sa femme, le fou fait ses propres louanges, l'homme sage fait les louanges de son cheval ». En 1726, une paix est conclue entre les nomades kalmouks et kazakhs pour « autant d'années que cela prend à un nouveau-né de grandir pour monter à cheval et être capable de tirer à l'arc ».
L'animal, source de fierté, reste longtemps une importante ressource stratégique, comme le démontrent les récits qui attribuent la victoire en bataille au fait de s'être emparé des chevaux de l'ennemi. La viande de cheval était souvent consommée pendant les raids, représentant alors la seule source de nourriture disponible, complétée par le lait de jument fermenté, le koumis. Le cheval et la selle figurent parmi les cadeaux diplomatiques les plus communément offerts par les Kalmouks, et dont le sens symbolique est le plus profond.